# Taissa Farmiga
Taissa Farmiga (Nova Jérsia, 17 de agosto de 1994) é uma atriz norte-americana. Suas inúmeras aparições em filmes de terror a estabeleceram como uma Rainha do grito, ao lado de sua irmã mais velha Vera Farmiga.   Ela é mais conhecida pelos seus papéis na série antológica American Horror Story, como Irmã Irene em A Freira, Max Cartwright em Terror nos Bastidores e Mary-Jane em In a Valley of Violence.
Farmiga foi encorajada a começar a atuar por sua irmã, e posteriormente fez sua estreia no primeiro esforço de direção de Vera, Higher Ground (2011). Ela ganhou destaque por seu trabalho na série antológica American Horror Story, estrelando as temporadas Murder House (2011), Coven (2013–2014), Roanoke (2016) e Apocalypse (2018). Seus primeiros papéis no cinema incluem o drama policial The Bling Ring (2013) e o thriller psicológico Mindscape (2013).
Farmiga recebeu elogios por suas atuações no filme de comédia slasher The Final Girls (2015), e nos filmes de drama 6 Years (2015) e Share (2015), todos estreados no South by Southwest, o que a levou a ser nomeada uma das estrelas emergentes do festival. Ela forneceu a voz de Raven no DC Animated Movie Universe (2016–2020), estrelou os filmes de comédia Rules Don't Apply (2016) e The Long Dumb Road (2018), os filmes de drama In a Valley of Violence (2016) e What They Had (2018), e os filmes de suspense sobrenatural The Nun (2018) e sua sequência The Nun 2 (2023).
Farmiga também participou do elenco principal da série dramática Wicked City (2015) e fez sua estreia nos palcos na reestreia off-Broadway da peça dramática Buried Child (2016).

## Biografia
Farmiga nasceu e foi criada em White House Station, Nova Jérsia. É a filha caçula de sete filhos do casal ucraniano-americano Lubomyra (nascida Spas), uma professora, e Michael Farmiga, um analista de sistemas. Seus irmãos mais velhos são Victor, Vera, Stephan, Nadia, Alexander e Laryssa; esta última nasceu com espinha bífida. É prima da artista visual Adriana Farmiga.
Frequentou escola pública até à quinta série, depois passou a ter ensino doméstico. Ela afirmou que entende a língua ucraniana, mas só pode falar parcialmente. É proficiente em língua de sinais americana, depois de ter tido aulas durante quatro anos.
Seus avós maternos, Nadija (nascida Pletenciw; 1925–2015) e Theodor Spas (1921–1991), conheceram-se em um acampamento em Karlsfeld durante a Segunda Guerra Mundial. Na época, Theodor estava trabalhando como mecânico para o Exército dos Estados Unidos. Seus avós migraram para os Estados Unidos em 1950, quando a mãe de Taissa era criança. O pai de Taissa nasceu na Ucrânia e cresceu em  Maine. Um ex-jogador de futebol, Michael foi recrutado para jogar pela Seleção Argentina de Futebol, e também jogou profissionalmente para o Newark Ukrainian Sitch.

## Carreira
Embora Farmiga tenha planejado inicialmente ser uma contadora pública, ela foi convencida pela irmã Vera Farmiga para fazer sua estreia como atriz de cinema no drama Higher Ground, que marcou também a estreia de Vera como diretora de cinema. As duas dividiram a personagem principal Corinne Walker, Vera queria alguém que fosse fisicamente semelhante a ela para interpretar a versão adolescente da personagem. Taissa tinha quinze anos de idade e, além de uma peça da escola, não tinha nenhuma experiência anterior como atriz. O filme foi exibido no Festival Sundance de Cinema em 23 de janeiro de 2011 e recebeu ótimas críticas. Pouco tempo depois, e seguindo elogios por sua atuação, Taissa assinou com a agência de talentos ICM Partners. Em maio de 2011, ela estava no elenco da primeira temporada da série antológica do canal FX American Horror Story. Sua personagem é Violet Harmon, a filha adolescente problemática de Vivien (Connie Britton) e Ben Harmon (Dylan McDermott), um papel que ela garantiu em sua primeira audição profissional de atuação. American Horror Story: Murder House estreou em 5 de outubro de 2011, com críticas positivas. Em seguida, se juntou ao elenco do drama de Sofia Coppola The Bling Ring, baseado no grupo da vida real Bling Ring. Ela interpretou Sam Moore, personagem baseada em Tess Taylor. O filme abriu a mostra Un certain regard do Festival de Cannes em 16 de maio de 2013, possuindo revisões geralmente positivas.
Em junho de 2012, Farmiga assinou para retratar Audrey Martin, um campus universitário de turnê adolescente, na comédia romântica independente At Middleton, coestrelado por sua irmã. O filme estreou no Seattle International Film Festival em 17 de maio de 2013, recebendo uma resposta mista dos críticos. Farmiga retornou à American Horror Story para a terceira temporada da série. Ela interpretou Zoe Benson, uma jovem bruxa afligida com um poder escuro e perigoso. American Horror Story: Coven estreou em 9 de outubro de 2013, para avaliações positivas. Farmiga teve seu primeiro papel principal como Anna Greene no thriller psicológico Mindscape de Jorge Dorado. A estreia mundial foi realizada no Festival de Cinema de Sitges em 13 de outubro de 2013. O filme foi lançado nos Estados Unidos em 6 de junho de 2014, para uma recepção crítica mista. Ela também coestrelou como Sarah, o interesse amoroso do personagem principal, no drama biológico Jamesy Boy.

### Estreia na Broadway
Farmiga juntou-se ao elenco da comédia de horror de The Todd Strauss-Schulson, The Final Girls, retratando o papel principal da final da final, Max Cartwright. O filme estreou em South by Southwest (SXSW) em 13 de março de 2015, para aclamação da crítica. Seu próximo papel de filme foi como Melanie Clark no drama romântico de improvisação de Hannah Fidell 6 anos, ao lado de Ben Rosenfield. O filme abriu em SXSW em 14 de março de 2015, principalmente para críticas positivas de críticos. Farmiga então estrelou como protagonista Krystal Williams, uma adolescente que retorna à escola depois que um vídeo explícito de seu ataque sexual é viral, no pequeno filme de drama de Pippa Bianco, Share. O curta também estreou na SXSW em 14 de março de 2015, para uma recepção positiva. Suas apresentações em todos os três filmes foram aclamadas, e Farmiga foi listada como uma das estrelas da SXSW. Posteriormente, estrelou como Karen McClaren, uma jovem jornalista que se deixa apanhar na busca de um assassino em série, na série Wicked City. Os episódios restantes foram lançados em dezembro de 2015 através do Hulu.
Em 2016, Farmiga fez sua estreia no teatro como Shelly no revival Off-Broadway do drama de Sam Shepard, Buried Child, também estrelado por Ed Harris e Amy Madigan. Ela então estrelou ao lado de Ethan Hawke e John Travolta no filme ocidental de Vingança dirigido por Ti West, Em um Vale da Violência, interpretando uma jovem que faz amizade com o personagem de Hawke. O filme estreou no South by Southwest de 2016 e foi recebido com críticas positivas. Farmiga fez sua estreia como o super-herói Ravena na Liga da Justiça da DC Comics vs. Teen Titans, dirigido por Sam Liu, que estreou no WonderCon de 2016. Ela voltou ao American Horror Story para a sexta temporada da série, American Horror Story: Roanoke, estrelando como Sophie Green no episódio de novembro de 2016 "Chapter 9".
Farmiga em seguida co-estrelou como Sarah Bransford no drama de comédia e drama romântico de Warren Beatty, Rules Don't Apply, que estreou no 2016 AFI Fest para críticas mistas. O projeto reuniu Farmiga com suas co-estrelas de Buried Child, Harris e Madigan, que retratam os pais de seu personagem no filme. Ela repetiu seu papel de voz como Ravean em Teen Titans: The Judas Contract, novamente dirigido por Sam Liu, que estreou no WonderCon de 2017. Farmiga então interpretou Emma Ertz no filme de drama de Elizabeth Chomko, What They Had, e se juntou novamente com a diretora Hannah Fidell para o filme de comédia The Long Dumb Road, que estreou no Sundance de 2018.
Taissa também voltou para American Horror Story para a oitava temporada da série, American Horror Story: Apocalypse, dessa vez interpretando duas personagens, ambas conhecidas pelo público, sendo essas: Violet Harmon (episódio 6: Return Of Muder House) e Zoe Benson. Farmiga está programado para retratar o protagonista Merricat Blackwood na adaptação cinematográfica de Stacie Passon do romance de mistério de Shirley Jackson, "Nós Vivemos Sempre no Castelo", que será exibido no Festival de Cinema de Los Angeles em 2018. Ela também estrelou ao lado de Clint Eastwood e Bradley Cooper no filme dirigido por Eastwood, "A Freira", vivendo a irmã Irene, uma noviça assombrada pelo demonio Valak.

## Vida pessoal

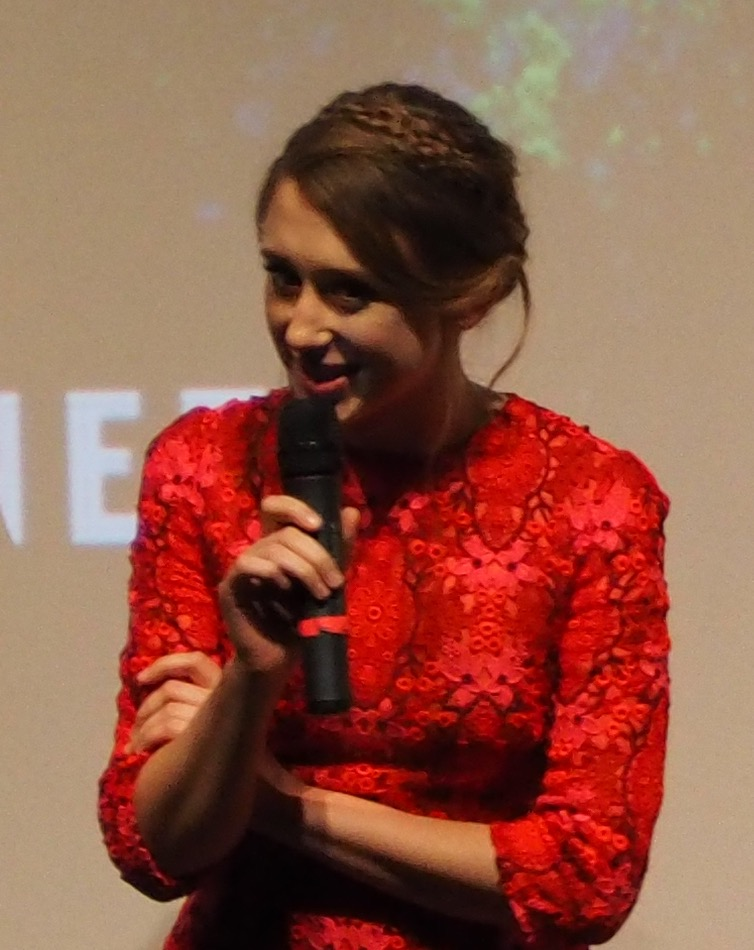
Taissa Farmiga no Festival Internacional de Cinema de Toronto em 2015

Sua irmã mais velha é a atriz Vera Farmiga, e uma considera-se melhor amiga da outra. É cunhada do músico Renn Hawkey e ex-cunhada do ator Sebastian Roché, ex-marido de Vera. Em maio de 2019, foi reportado que Taissa Farmiga estava noiva do roteirista e diretor Hadley Klein. Eles se casaram em uma cerimônia íntima em sua casa em 8 de agosto de 2020.

## Filmografia

### Cinema
| Ano  | Título                             | Papel                      | Notas          |
| ---- | ---------------------------------- | -------------------------- | -------------- |
| 2011 | Higher Ground                      | Corinne Walker adolescente |                |
| 2013 | The Bling Ring                     | Sam                        |                |
| 2013 | At Middleton                       | Audrey Martin              |                |
| 2014 | Jamesy Boy                         | Sarah                      |                |
| 2014 | Mindscape                          | Anna Greene                |                |
| 2015 | Share                              | Krystal Williams           | Curta-metragem |
| 2015 | 6 Years                            | Melanie Clark              |                |
| 2015 | The Final Girls                    | Max Cartwright             |                |
| 2016 | Justice League vs. Teen Titans     | Ravena                     |                |
| 2016 | Buried Child                       | Shelly                     |                |
| 2016 | In a Valley of Violence            | Mary-Anne                  |                |
| 2016 | Rules Don't Apply                  | Sarah Bransford            |                |
| 2017 | Teen Titans: The Judas Contract    | Ravena                     |                |
| 2018 | The Nun                            | Irmã Irene                 |                |
| 2018 | The Long Dumb Road                 | Rebecca                    |                |
| 2018 | What They Had                      | Emma                       |                |
| 2018 | The Mule                           | Ginny                      |                |
| 2019 | We Have Always Lived in the Castle | Merricat Blackwood         |                |
| 2020 | Justice League Dark: Apokolips War | Ravena                     |                |
| 2021 | John and the Hole                  | Laurie                     |                |
| 2023 | The Nun 2                          | Irmã Irene                 |                |
| 2024 | She Taught Love                    | Samantha Miron             |                |

### Televisão
| Ano       | Título                              | Papel                      | Notas                   |
| --------- | ----------------------------------- | -------------------------- | ----------------------- |
| 2011      | American Horror Story: Murder House | Violet Harmon              | 12 episódios            |
| 2013–2014 | American Horror Story: Coven        | Zoe Benson                 | 13 episódios            |
| 2015      | Wicked City                         | Karen McClaren             | 8 episódios             |
| 2016      | American Horror Story: Roanoke      | Sophie Green               | Episódio: "Chapter 9"   |
| 2018      | American Horror Story: Apocalypse   | Zoe Benson / Violet Harmon | 6 episódios             |
| 2019      | The Twilight Zone                   | Annie Miller               | Episódio: "Not All Men" |
| 2020      | 50 States of Fright                 | Hannah Stolsfiss           | 3 episódios             |
| 2022-2025 | The Gilded Age                      | Gladys Russell             | 25 episódios            |

### Teatro
| Ano  | Título       | Papel  | Notas        |
| ---- | ------------ | ------ | ------------ |
| 2016 | Buried Child | Shelly | Off-Broadway |

## Prêmios e indicações
| Ano  | Prêmio                                      | Categoria                                       | Trabalho                            | Resultado | Ref.   |
| ---- | ------------------------------------------- | ----------------------------------------------- | ----------------------------------- | --------- | ------ |
| 2012 | Prémio Online Film & Television Association | Best Ensemble in a Drama Series                 | American Horror Story: Murder House | Indicada  | [ 31 ] |
| 2014 | Prémio Online Film & Television Association | Best Ensemble in a Motion Picture or Miniseries | American Horror Story: Coven        | Indicada  | [ 32 ] |
| 2015 | Fright Meter Awards                         | Best Actress in a Leading Role                  | The Final Girls                     | Indicada  | [ 33 ] |